# Marimakalapalli, Srinivaspur
Marimakalapalli là một làng thuộc tehsil Srinivaspur, huyện Kolar, bang Karnataka, Ấn Độ.